# جوائز الأكاديمية البريطانية في إسكتلندا
جوائز الأكاديمية البريطانية في اسكتلندا (بالإنجليزية: British Academy Scotland Awards)‏ تقدم هذه الجوائز في حفل سنوي تقيمه الأكاديمية البريطانية لفنون السينما والتلفزيون في اسكتلندا BAFTA Scotland.
تم إطلاق جوائز الأكاديمية البريطانية في اسكتلندا السنوية في عام 2004 لتكريم الإنجازات المتميزة للأفراد العاملين في صناعة السينما والتلفزيون في اسكتلندا. يتم وضع قائمة طويلة من المرشحين المحتملين للتصويت الشعبي لأعضاء بافتا اسكتلندا. تصوت لجنة تحكيم من المتخصصين في هذا المجال للفائز العام من القائمة المختصرة التي أنشأها الأعضاء. يرأس أعضاء من لجنة بافتا اسكتلندا كل هيئة من هيئات المحلفين.
تم إلغاء الجوائز في عام 2010 وتم منح الجوائز في حفل 2011 للأفلام التي تم إصدارها على مدار العامين الماضيين.
أقيم الحدث السنوي على مر السنين، في مواقع مختلفة بما في ذلك قاعات مدينة غلاسكو ومركز غلاسكو للعلوم، ومن عام 2011 تم عقده في فندق راديسون بلو هوتل في غلاسكو.
أعيد تصميم جائزة الأكاديمية البريطانية في اسكتلندا في عام 2015، حيث قام بتصميمها المصمم الإسكتلندي أوليفر ج.كونواي الذي كان أحد المتدربين من مصمم الكأس الأصلي، آلان روس.

## المضيفون
لورين كيلي (2007 - 2009)
إديث بومان (2008 - 2012 - 2013 - 2015 حتى الآن)
كيفن بريدجز (2011)
هازل ايرفين (2014)

## فئات الجوائز (تنافسية)
الفئات اعتبارًا من 2016:
ممثل سينمائي – ممثل تلفزيون - ممثلة سينمائية – ممثلة تلفزيونية - الرسوم المتحركة - برنامج أطفال - الكوميديا / الترفيه - الشؤون الحالية - مخرج سينمائي / تليفزيون - سلسلة الوقائع - فيلم روائي - الميزات / الترفيه الواقعي – لعبه - فيلم قصير - وثائقي - أخصائي الحقائق - الدراما التلفزيونية - فيلم كاتب / تلفزيون.

## وصلات خارجية
- BAFTA in Scotland
- BAFTA